# Ponte di Tiberio (Sommières)
Il ponte di Tiberio o ponte romano di Sommières è un ponte romano la cui costruzione è tradizionalmente attribuita all'imperatore Tiberio, durante il I secolo.
Il ponte di Tiberio attraversa il Vidourle, un fiume costiero delle Cevenne, vicino alla città di Sommières, nel dipartimento francese di Gard, nella regione dell'Occitania.

## Storia
Il ponte fu probabilmente costruito tra I secolo a.C. e il I secolo d.C sul tracciato della via Luteva che collegava Nîmes a Tolosa attraverso Lodève tramite il fiume Vidourle, già attraversato più a sud dalla Via Domiziana all'altezza del ponte Ambrussum (noto anche come Pont Ambroix). Non è nota alcuna informazione sulla data o sull'origine della sua costruzione, per mancanza di documenti scritti su questo periodo. La sua costruzione è attribuita all'imperatore Tiberio solo dalla tradizione popolare.

## Tutela
Il Ponte di Tiberio non è oggetto di una classificazione tra i monumenti storici, ma è comunque oggetto di una “iscrizione” ai Monumenti Storici dal 19/07/2018.
La classificazione è in corso di procedura.

## Architettura
Inizialmente era composto da una ventina di archi (da 17 a 22 archi, secondo gli autori) per una lunghezza totale di 190 m. Le sue dimensioni erano allora sufficienti per attraversare l'alveo naturale del fiume Vidourle e garantire il collegamento tra le due sponde, nonostante le numerose piene del torrente.
La città di Sommières fu eretta solamente nel X secolo, in gran parte sul ponte, che ancora oggi costituisce il suo asse maggiore. Restano solamente sette archi visibili, direttamente sull'alveo minore del fiume, il che spiega le numerose alluvioni subite dalla città durante gli straripamenti del Vidourle. Il resto è stato assorbito dalle fondamenta e dalle cantine degli edifici vicini, di cui la maggior parte è ancora visibile.

A causa dei danni provocati durante le alluvioni, il ponte ha subito molteplici restauri nel corso dei secoli: uno dei più importanti fu realizzato a metà del XVIII secolo sotto la direzione dell'ingegnere Henri Pitot. Questi lavori hanno modificato l'antica architettura del ponte in seguito all'evoluzione delle tecniche di costruzione.

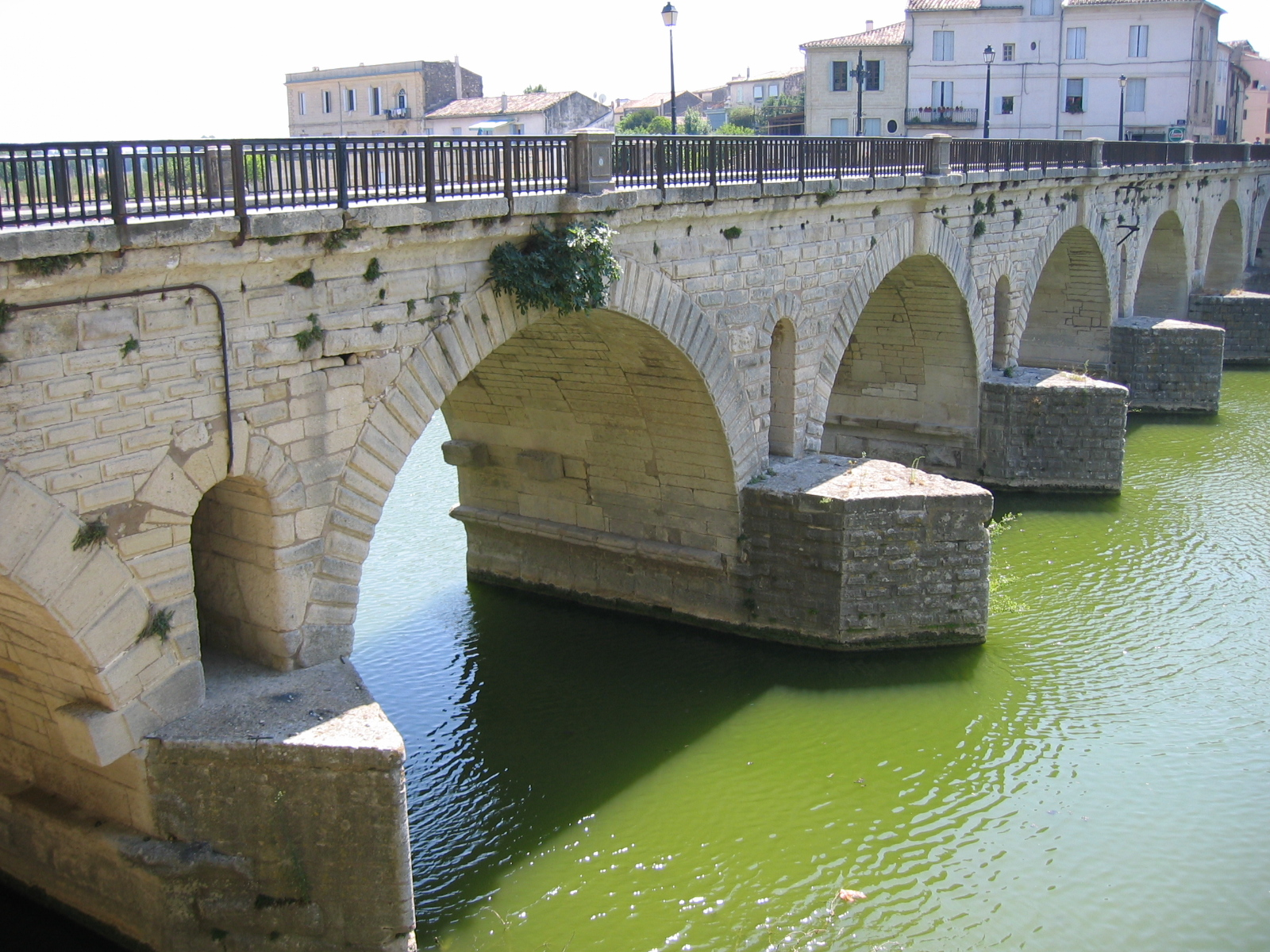
Il ponte, lato est.
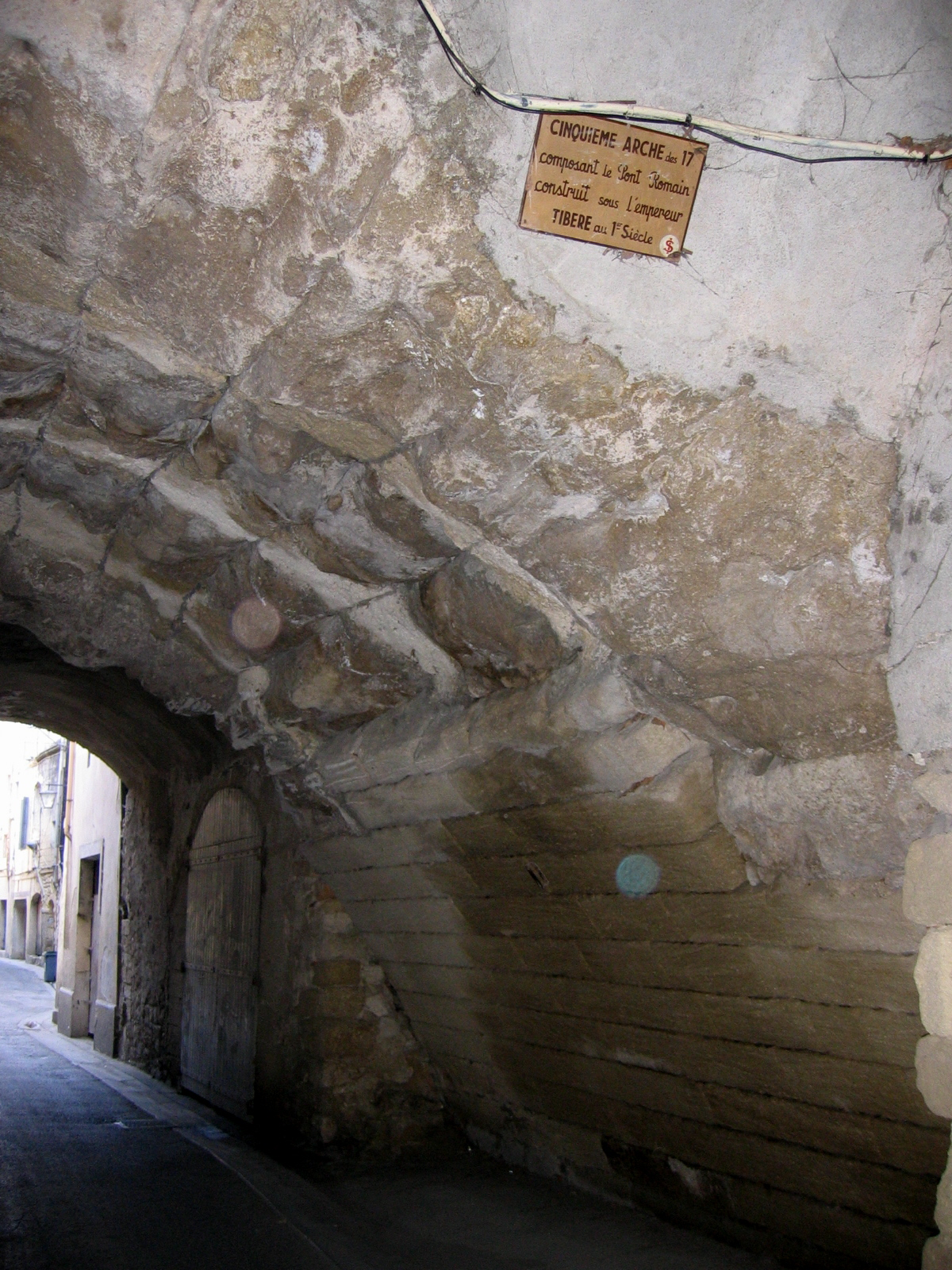
Uno degli archi abbandonati, situato sotto gli edifici della città.
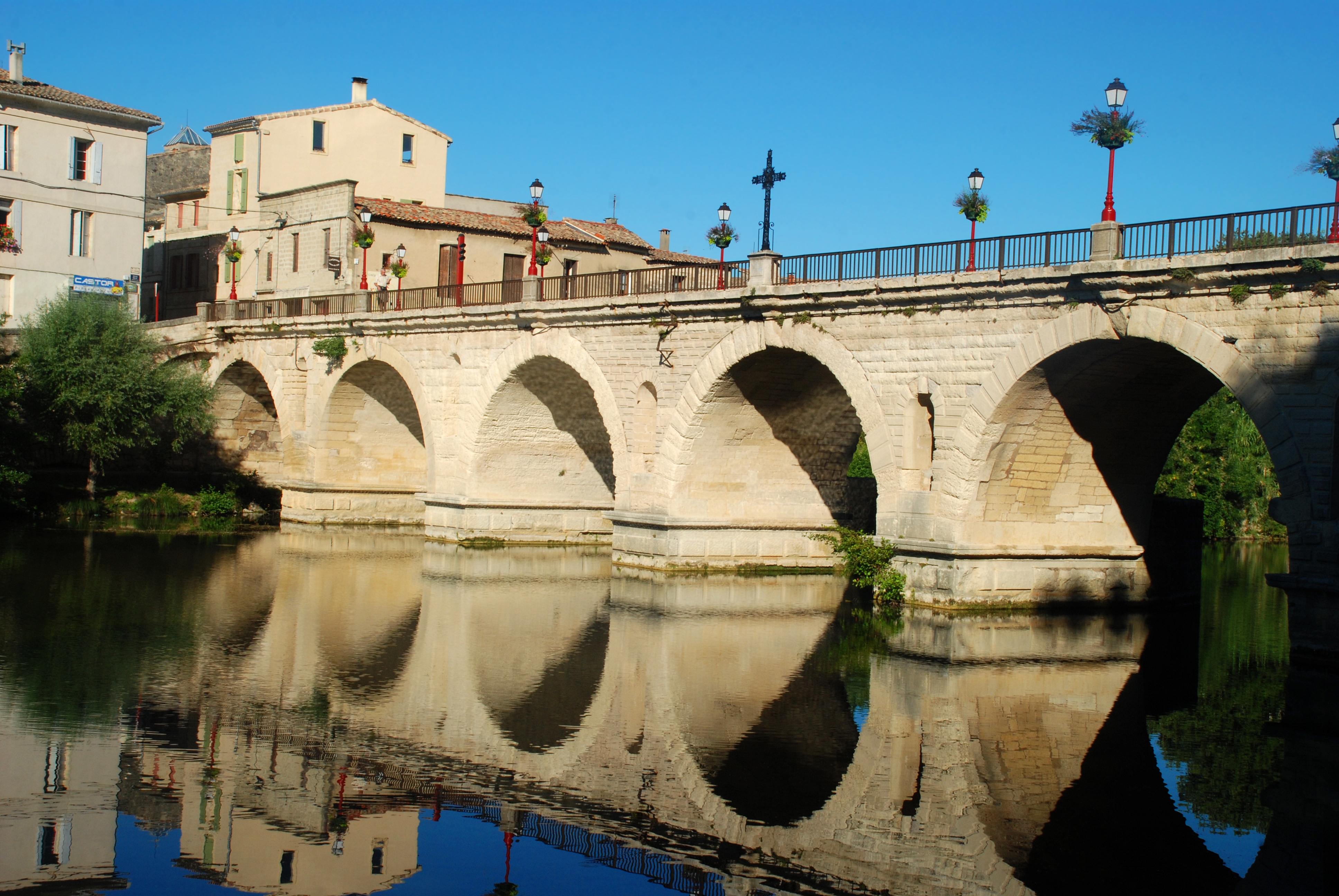
Gli archi, lato ovest.